# John Carroll (ator)
John Carroll (Nova Orleans, 17 de julho de 1906 - Los Angeles 24 de abril de 1979) foi uma ator estadunidense. Seus filmes mais conhecidos são No, No, Nanette, Rio Rita, Go West, Angel in Exile, Bedside Manner, Sunny e Susan and God. Ele também interpretou o papel-título em vários filmes do Zorro.

## Filmografia parcial
- Devil-May-Care (1929)
- Murder on a Bridle Path (1936)
- Death in the Air (1936)
- Muss 'em Up (1936)
- We Who Are About to Die (1937)
- Zorro Rides Again (1937 série)
- Rose of the Rio Grande (1938)
- Only Angels Have Wings (1939)
- Congo Maisie (1940)
- Susan and God (1940)
- Phantom Raiders(1940)
- Hired Wife (1940)
- Go West (1940)
- Sunny (1941)
- Lady Be Good (1941)
- This Woman is Mine (1941)
- Rio Rita (1942)
- Flying Tigers (1942)
- Pierre Of The Plains (1942)
- The Youngest Profession (1943)
- Hit Parade of 1943 (1943)
- Bedside Manner (1945)
- A Letter for Evie (1946)
- Fiesta (1947)
- Wyoming (1947)
- Angel in Exile (1948)
- Surrender (1950)
- The Avengers (1950)
- Geraldine (1953)
- Decision at Sundown (1957)